# Kristen Nuss
Kristen Nuss (* 16. Dezember 1997 in New Orleans) ist eine US-amerikanische Beachvolleyballspielerin.

## Karriere
Nuss spielte 2017 mit Megan Davenport und 2018/2019 mit Claire Coppola einige Turniere auf der AVP Tour, allerdings ohne vordere Plätze zu belegen. Bei der Studierenden-Weltmeisterschaft 2018 in München erreichte Nuss mit Coppola den fünften Platz. Seit 2021 ist Taryn Kloth ihre Partnerin. Auf der AVP Tour gewannen Kloth/Nuss ihr erstes Turnier im August in Atlanta. Bei den folgenden Turnieren belegten sie in Manhattan Beach Platz fünf und in Chicago Platz drei. In der Saison 2022 starteten sie auf der AVP Tour in Austin erneut mit einem Sieg und erreichten anschließend in New Orleans Platz zwei sowie in Fort Lauderdale und in Atlanta jeweils Platz fünf. Danach gewannen sie auch die AVP-Turniere in Chicago und in Phoenix. Auf der neugeschaffenen World Beach Pro Tour 2022 siegten sie beim Future-Turnier in Coolangatta, belegten Platz neun beim Challenge-Turnier in Itapema und siegten erneut beim Challenge-Turnier in Kuşadası. Bei den Elite16-Turnieren in Jūrmala, in Gstaad, in Paris und in Kapstadt erreichten sie jeweils den fünften Platz, in Torquay sogar Platz vier. Im Januar 2023 erreichten sie in Doha beim WPT Finale 2022 Platz fünf.
Beim ersten Challenge des gleichen Jahres in La Paz siegten sie vor ihren US-amerikanischen Landsfrauen Savannah Simo und Toni Rodriguez. Ihr erster Elite16-Erfolg ihrer Karriere gelang Kristen Nuss und Taryn Kloth im brasilianischen Uberlândia, als sie im Finale die australischen Silbermedaillengewinnerinnen von Tokio Mariafe/Clancy in drei Sätzen bezwangen. Bei den folgenden Elite16-Turnieren hatten die US-Amerikanerinnen ausschließlich Top-Five-Platzierungen. Auf der AVP Tour standen sie 2023 ausschließlich auf dem Treppchen, darunter erneut Siege bei den Open-Turnieren in Atlanta und in Chicago. Im Oktober erreichten Kristen Nuss und Taryn Kloth bei der Weltmeisterschaft in Tlaxcala den dritten Platz. Beim WPT-Saisonfinale in Doha gewannen die beiden nach einem dritten Rang im Pool ihr Viertelfinale gegen Melissa/Brandie, die Vorschlussrunde gegen Mariafe/Clancy und das Endspiel gegen die Deutschen Cinja Tillmann und Svenja Müller. 
Nach zwei geteilten neunten Rängen bei den ersten beiden Elite16-Turnieren der folgenden Saison standen sie beim gleichwertigen Wettbewerb in der brasilianischen Hauptstadt im Finale, das sie gegen die Lokalmatadorinnen Duda und Ana Patrícia in zwei Sätzen verloren. Ihren zweiten Elite16-Sieg ihrer Karriere erkämpften sie in Espinho, als sie nach ihrem ersten jemals gewonnenen Spiel gegen Duda und Ana Patrícia in die Vorschlussrunde einzogen, dort Schoon / Stam das Nachsehen gaben und anschließend auch Nina Brunner und Tanja Hüberli nach verlorenem ersten Durchgang und der Abwehr mehrerer Matchbälle noch mit 2:1 bezwingen konnten. Beim Gstaad Elite16 bezwangen sie im Endspiel ihre Landsfrauen Terese Cannon / Megan Kraft und sicherten sich so ihre zweite Goldmedaille des Jahres. Bei den Olympischen Spielen gewannen Kloth/Nuss alle drei Begegnungen in ihrer Gruppe, verloren jedoch in der ersten Hauptrunde gegen die Silbermedaillengewinnerinnen Melissa und Brandie und belegten so den geteilten neunten Rang. Beim World Beach Pro Tour Finale 2024 in Doha gewannen sie im Endspiel gegen Cannon/Kraft.
Auf der World Pro Tour 2025 erreichten Brasher/Nuss bei den ersten Elite16-Turnieren im mexikanischen Quintana Roo den dritten sowie in den brasilianischen Städten Saquarema und Brasília den zweiten bzw. den ersten Platz. Auf der AVP Tour gelang ihnen im Mai ein Sieg bei den Heritage Series in Huntington Beach. Bei den Elite16-Events schieden sie anschließend in Ostrava in der ersten KO-Runde aus, siegten im Juli aber erneut in Gstaad.